# Stazione di Sant’Antonio Mantovano
Stazione di Sant'Antonio Mantovano vasútállomás Olaszországban, Lombardia régióban, Porto Mantovano településen.

## Vasútvonalak
Az állomást az alábbi vasútvonalak érintik:
- Verona-Mantova-Modena-vasútvonal
- Mantova-Peschiera-vasútvonal

## Kapcsolódó állomások
A vasútállomáshoz az alábbi állomások vannak a legközelebb:
- Stazione di Roverbella
- Stazione di Mantova
- Marmirolo railway station